# Sender Freies Berlin
Der Sender Freies Berlin (SFB) war ein öffentlich-rechtlicher Rundfunksender. Vom 12. November 1953 (Sendestart: 1. Juni 1954) bis zum 30. April 2003 war er die Landesrundfunkanstalt des Landes Berlin und eine Anstalt des öffentlichen Rechts.
Am 1. Mai 2003 fusionierte der SFB mit dem Ostdeutschen Rundfunk Brandenburg (ORB) zum neuen Rundfunk Berlin-Brandenburg (RBB). Wie jetzt der RBB, waren auch SFB und ORB Mitglieder der Arbeitsgemeinschaft der öffentlich-rechtlichen Rundfunkanstalten der Bundesrepublik Deutschland (ARD).

## Geschichte

### Vorläufer Radio Hamburg/NWDR

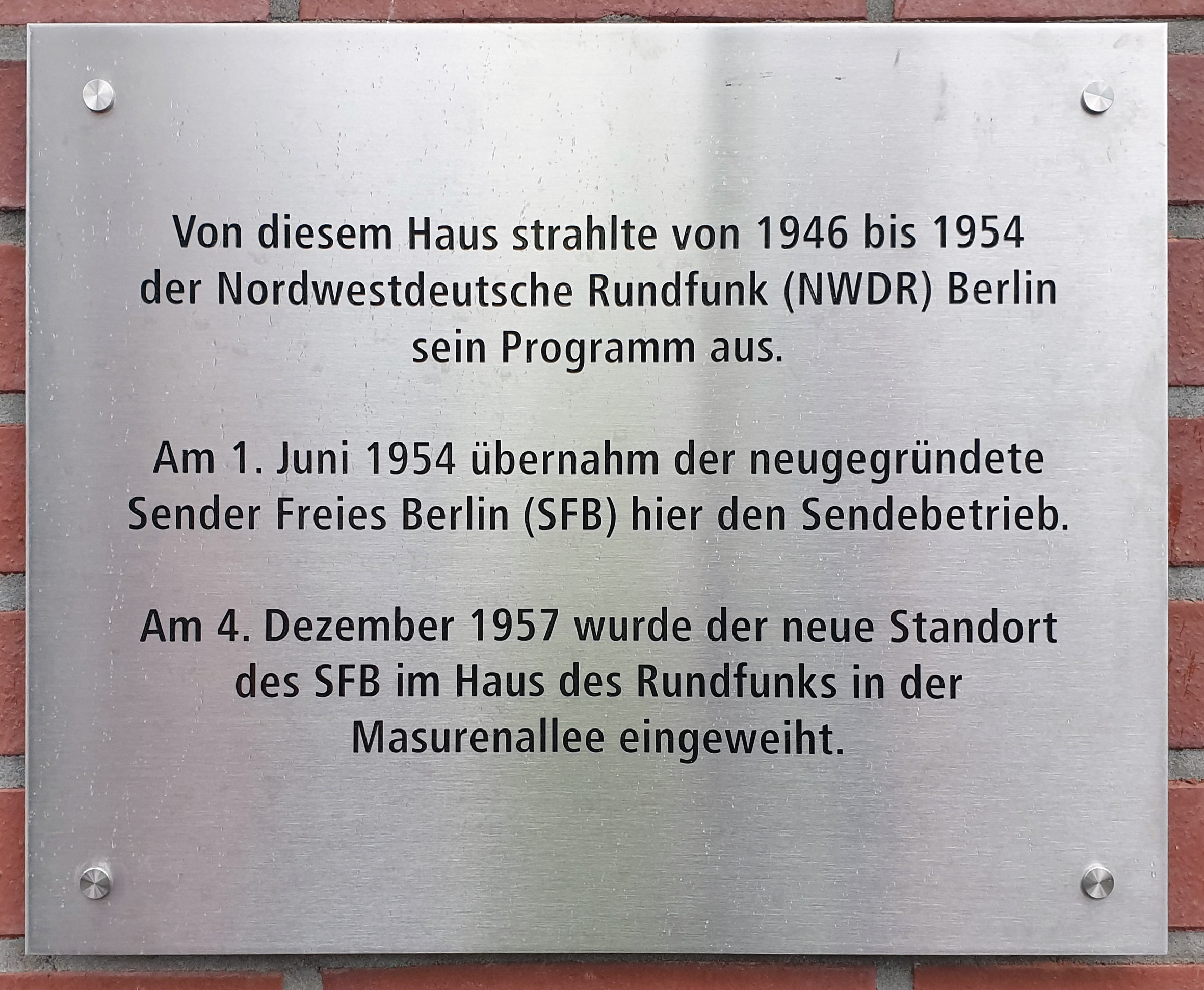
Gedenktafel am Haus, Heidelberger Platz 3, in Berlin-Wilmersdorf

Die britische Besatzungsmacht richtete in West-Berlin zunächst ein Außenstudio ihres deutschsprachigen Einheitssenders, Nordwestdeutscher Rundfunk (bis September 1945 Radio Hamburg), ein. Neben dem hauptsächlich in Hamburg produzierten Programm wurde ein weiteres, für Berlin bestimmtes Regionalprogramm produziert. Das Berliner NWDR-Studio im britischen Sektor wurde am Heidelberger Platz 3 eingerichtet, da das Haus des Rundfunks an der Masurenallee Sitz des sowjetisch gesteuerten Berliner Rundfunks war und das bereits in den 1920er Jahren für Rundfunksendungen genutzte Vox-Haus nach schweren Kriegsschäden nicht benutzt werden konnte.
Im Jahr 1948 wurde der NWDR in deutsche Hände übergeben und eine Anstalt des öffentlichen Rechts für die Bundesländer Hamburg, Niedersachsen, Schleswig-Holstein, Nordrhein-Westfalen sowie West-Berlin. Der RIAS Berlin blieb dagegen in amerikanischen Händen.
Ab 1950 strahlte der NWDR neben seinem bisherigen Programm auf UKW zwei weitere regionale Hörfunkprogramme aus, welche nach Trennung der Anstalt in eine Rundfunkanstalt mit Sitz in Hamburg und eine weitere mit Sitz in Köln als NDR 2 bzw. WDR 2 bezeichnet wurden. Im gleichen Jahr war der NWDR Gründungsmitglied der ARD. 1952 war der NWDR maßgeblich für den Wiederbeginn des Fernsehens in Deutschland verantwortlich.
Nach dem Volksaufstand in der DDR am 17. Juni 1953 und den Vorwürfen gegen den unter US-Hoheit stehenden RIAS, sich zu zurückhaltend verhalten zu haben, wurden im Westteil Berlins die Rufe nach einer eigenen unabhängigen Rundfunkanstalt laut.

### Abspaltung vom NWDR, Gründung des SFB

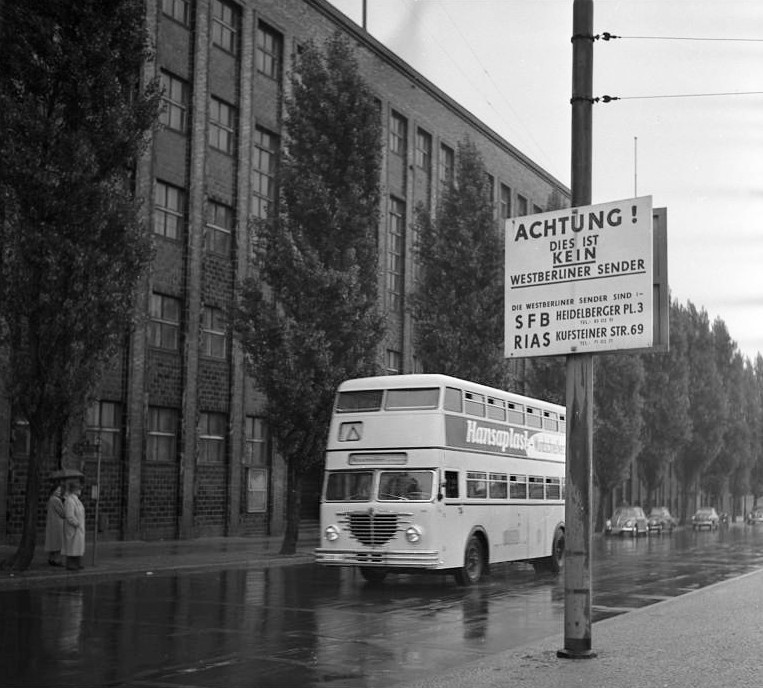
Funkhaus Masurenallee 1955: Der Berliner Rundfunk der DDR war noch nicht ausgezogen, der SFB sendete vom Heidelberger Platz.

Bereits am 12. November 1953 trat das Gesetz über die Errichtung einer Rundfunkanstalt Sender Freies Berlin in Kraft, aufgrund dessen zum 1. Juni 1954 für West-Berlin eine eigenständige Rundfunkanstalt gegründet wurde. Damit schied das Land Berlin aus dem Sendegebiet des NWDR aus, und dieser übergab dem neuen Berliner Sender das Rundfunkgebäude am Heidelberger Platz in Berlin-Wilmersdorf. Mit dem Sendestart am 1. Juni 1954 strahlte der SFB zwei Hörfunkprogramme aus, SFB 1 und SFB 2. Die neue Anstalt trat im September 1954 der ARD bei. Im selben Jahr startete in Deutschland das gemeinsame Fernsehprogramm der ARD, zu dem der SFB ab 1958 ein eigenständiges Regionalprogramm für Berlin veranstaltete.
Der Berliner Rundfunk hatte 1952 das neugebaute Funkhaus Nalepastraße im sowjetischen Sektor bezogen, doch erst 1956 räumte die Sowjetarmee das Haus des Rundfunks und der SFB konnte es übernehmen. Das vorherige Gebäude am Heidelberger Platz beherbergt seither den Springer-Verlag.

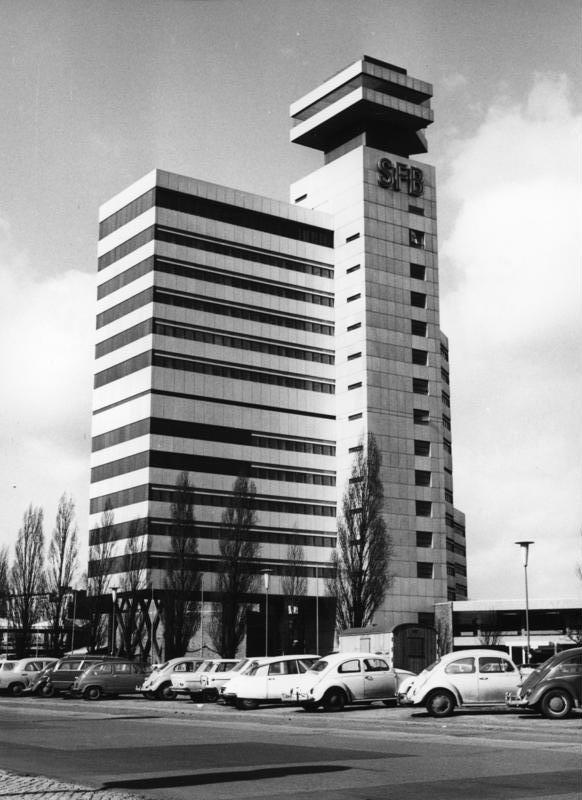
SFB-Fernsehzentrum

Um die Fernsehzuschauer in der DDR, insbesondere die Schichtarbeiter, mit Informationen und Unterhaltung zu versorgen, startete die ARD unter Federführung des Senders Freies Berlin am 4. September 1961 ein Vormittagsprogramm, das über den Sender des SFB sowie über die Sender entlang der Zonengrenze in der Bundesrepublik Deutschland ausgestrahlt wurde. Am 3. Januar 1966 schloss sich das ZDF dem Vormittagsprogramm an, wobei die Sendezeit um eine halbe Stunde von 10 bis 13:30 Uhr erweitert wurde. Ab 2. Januar 1981 wurde das Vormittagsprogramm auch im gesamten Bundesgebiet ausgestrahlt, wobei die Federführung weiterhin beim SFB verblieb.
Am 1. Oktober 1962 startete der SFB zusammen mit dem NDR das zunächst als Drittes Programm bezeichnete Hörfunkprogramm mit anspruchsvollen Musik- und Wortsendungen. Ab dem 1. Juni 1973 strahlte dieses Programm erstmals Gastarbeiterprogramme aus. Ab dem 1. April 1979 war es unter der Bezeichnung SFB 3 – zeitweise auch in Kooperation mit WDR 3 – die Klassik- und Kulturwelle des SFB.
Am 4. Januar 1965 begann das Dritte Fernsehprogramm Norddeutsches Fernsehen, später Nord 3 bzw. N3 des NDR, an dem sich neben dem SFB auch Radio Bremen beteiligte. Das Programm wurde bald zu einem Vollprogramm ausgebaut und ist zwischenzeitlich auch über Satellit in nahezu ganz Europa zu empfangen. Hierzu zählte beispielsweise das bekannte Politmagazin Kontraste, das am 18. Januar 1968 erstmals vom SFB ausgestrahlt wurde und sich bei der Berichterstattung in den ersten Jahren auf die Entwicklung des Ostblocks konzentrierte. 1970 weihte der SFB sein neu errichtetes Fernsehzentrum ein.
Ab 1977 hatte der SFB für ARD und ZDF die Federführung bei der Entwicklung und Einführung von Videotext/VT (internationale Bezeichnung: Teletext). Bei den Funkausstellungen 1977 und 1979 bildeten ARD und ZDF unter SFB-Leitung gemeinsame Redaktionen für die Ausstrahlung eines Videotext-Angebots. 1980 wurde Videotext als Regeldienst eingeführt. Sitz der ARD/ZDF-Videotext-Zentrale war bis zum Jahr 2000 der SFB. Dann trennten sich ARD und ZDF und senden seither eigene VT-Angebote. Für den SFB war der Videotext im Fernsehen die wichtigste Innovation in seiner Geschichte. Es war das einzige Mal, dass eine gemeinsame Redaktion von ARD und ZDF beim SFB angesiedelt war (von 1980 bis 2000). Die wichtigste Innovation für den Hörfunk war die Einführung der Stereophonie. Hierzu begannen am 18. November 1963 Testsendungen mit Unterhaltungs- und Tanzmusik montags bis freitags von 17 bis 18 Uhr.
Ab 1978 verbreitete der SFB auch von Niedersachsen aus sein Programm und zwar tagsüber auf Mittelwelle 630 kHz von Dannenberg-Pisselberg aus.

### Entwicklung seit 1989
Am 30. April 1990 wurde mit Radio 4U eine eigene Jugendwelle erschaffen.
Zum 1. Januar 1992 wurde der SFB Landesrundfunkanstalt für das gesamte Berlin und aus dem bisherigen Hörfunkprogramm SFB 1 wurde das Programm Stadtradio 88 Acht. Im Oktober desselben Jahres schied der SFB aus dem Dritten Fernsehprogramm Nord 3 (heute: NDR Fernsehen) aus und strahlte von nun an ein eigenständiges Berliner Fernsehprogramm unter dem Namen B1 aus, das später in SFB1 umbenannt wurde.
Am 22. Februar 1993 startete der SFB mit Radio B Zwei ein erstes Hörfunkprogramm in Kooperation mit dem ORB. Das neue Programm war eine Informations- und Servicewelle für Berlin und Brandenburg und richtete sich an 25- bis 50-jährige Hörer. In diesem Programm ging das bisherige Programm SFB 2 auf.
Eine weitere Kooperation zwischen SFB und ORB wurde mit dem Jugendradio Fritz auf den Weg gebracht. Sendestart war der 1. März 1993. Es ersetzte die bisherigen Programme Rockradio B des ORB und Radio 4U vom SFB; letzteres wurde bereits zum Jahreswechsel 1993 eingestellt.
Am 18. September 1994 begann der SFB das Hörfunkprogramm SFB 4 Radio Multikulti, eine internationale Welle für ausländische und deutsche Hörer. Nach kurzem Probebetrieb startete am 28. August 1995 eine weitere Kooperationswelle zwischen SFB und ORB, das Inforadio, ein Nachrichten- und Informationskanal, der rund um die Uhr sendete.
Der weitere Ausbau der Hörfunk-Kooperation zwischen ORB und SFB führte am 26. August 1997 zur Einstellung des 1993 begonnenen Programms Radio B Zwei (ORB/SFB) und des 1992 vom ORB gestarteten Programms Radio Brandenburg. Als Nachfolgesender für beide Programme ging Radio Eins, ein Tagesbegleitprogramm für Hörer ab 25 Jahren, auf Sendung.
Im Kulturbereich ging der SFB neben dem ORB auch eine Zusammenarbeit mit dem Norddeutschen Rundfunk (NDR) ein. Vom 3. Oktober 1997 bis 2000 war Radio 3 die gemeinsame Klassik- und Kulturwelle von SFB, ORB und NDR. In Radio 3 ging das bisherige Programm SFB 3 auf. Nach 2000 wurde Radio 3 von NDR und ORB noch bis 31. Dezember 2002 und danach vom ORB alleine weitergeführt.
Gleichzeitig mit Radio 3 startete am 3. Oktober 1997 als weitere Kooperationswelle zwischen ORB und SFB Radio Kultur (anfangs *radio kultur, später RADIOkultur geschrieben) unter der Federführung des SFB, das Programmteile des ehemaligen SFB 3 übernahm. Dieses Programm bot neben einer breiten politischen Berichterstattung Klassische Musik, Neue Musik, Jazz und Weltmusik.
Schon 1995 startete das Info-Radio Berlin-Brandenburg des ORB und des SFB gemeinsam mit der Technischen Universität Berlin den Internetradio Streaming-Dienst Info-Radio on Demand.

### Senderfusion zum RBB

Letztes Senderlogo von SFB1

Nachdem der Landtag Brandenburg am 9. Oktober 2002 sowie das Abgeordnetenhaus von Berlin am 31. Oktober 2002 dem Rundfunkstaatsvertrag über die Zusammenführung von ORB und SFB zum Rundfunk Berlin-Brandenburg (RBB) zugestimmt hatten, trat dieser am 1. Dezember 2002 in Kraft. Der neue Rundfunkrat trat zu seiner konstituierenden Sitzung am 18. Dezember 2002 zusammen. Der gemeinsame Sender nahm am 1. Mai 2003 als Rundfunk Berlin-Brandenburg (RBB) mit Doppelsitz in Potsdam-Babelsberg und Berlin-Charlottenburg seinen Sendebetrieb auf.

## Bekannte Hörfunkformate und ihre Sprecher
Von der ersten Stunde im Juni 1954 an bis zur letzten Sendeminute des SFB am 30. April 2003 war Alexander Kulpok dabei: anfangs als Schüler im Jugendfunk, ab 1960 als Redakteur und Reporter im Hörfunk, später als Moderator und Leiter der "Berliner Abendschau".
Zu den Markenzeichen des SFB-Hörfunks zählte das flotte und informative Magazin „Rund um die Berolina“, das im Sender SFB 1 alle Wochentage am späten Vormittag über den Äther ging. Dieses beliebte Sende-Format wurde bereits um 1946/47 beim Vorgängersender NWDR-Berlin von Heinz Riek entwickelt.
In den späten 1960er und frühen 1970er Jahren war die Zeit der „Zielgruppensendungen für Jugendliche“ (so die damalige Diktion). Entsprechend entstand im März 1967 beim Sender Freies Berlin das allabendlich auf SFB 2 ausgestrahlte neue Popmusik-Format „s-f-beat“. Es erlangte eine hohe Beachtung bei jugendlichen Musik-Fans. Die Sendung wurde in den Anfangsjahren von Hans-Rainer Lange („Pfeifen-Lange“), Hans-Dieter Frankenberg und Ulrich Herzog moderiert. Später zählte auch Stefan Waggershausen zu den Moderatoren dieser Sendung – „damals angesagte Musiksendung in Berlin“. Dieses Format lockte viele der damaligen musikalischen Weltstars für Interviews ins SFB-Sendestudio. Zu ihnen zählten Willy deVille, Allan Clarke von den Hollies, Bryan Ferry, Marianne Faithfull, Peter Sarstedt, Leo Kottke etc. Auch Konferenzschaltungen zu anderen westdeutschen Radiosendern wurden getätigt, so zum Bayerischen Rundfunk zu Sendungen mit Thomas Gottschalk und anderen Moderatoren.
Jürgen Jürgens erfand in den 1970er Jahren für den SFB so beliebte Radiosendungen wie die „LP-Diskothek“, „Let’s go Disco“ oder den „Soundcheck“. Als jahrzehntelanger Moderator der Hörerhitparade „Hey Music“, die er ab 1972 durchgängig präsentierte, spiegelte er den Musikgeschmack mehrerer Generationen von jungen Berlinern vor dem Mauerfall. Diese Sendung entstand 1967 und wurde in den ersten Jahren von Rainer Bertram präsentiert. In dieser Sendung waren viele internationale Popkünstler der vergangenen vier Jahrzehnte zu Gast, so wurden Whitney Houston, Michael Bublé, Eric Burdon oder Johnny Cash von Jürgens in Interviews vorgestellt. Viele der damals jungen, deutschsprachigen Künstler wurden von Jürgens gefördert, so Herbert Grönemeyer, Heinz-Rudolf Kunze, Marius Müller-Westernhagen oder Udo Lindenberg, denen er in seiner Sendung ein Podium für ihre Musik bot.
Eine in den 1970er Jahren bekannte Sendung der SFB-Zeitfunkredaktion war das „Echo am Morgen“. In den 1980er Jahren lief die SFB 1-Morgensendung „Radio-Shop“ von 6 bis 9 Uhr. Seit 1987 strahlte der Sender für Kinder jeden Abend Ohrenbär – Radiogeschichten für kleine Leute aus, die von Peter Matic vorgelesen wurden. 
Eine bekannte Radio-Stimme im 1979 installierten Klassik-Programm SFB 3 war Bernhard Morbach, der damals als Redakteur und Moderator nach Berlin kam und Sendungen wie „Alte Meister“, „Klassik-Galerie“ oder „Alte Musik – Morbach live“ prägte.
Radio 4U, ein jugendlich daherkommender Popmusiksender unter dem Dach des SFB entstand am 30. April 1990 auf der vorherigen Berliner UKW-Frequenz von SFB 4. Es war eine Erweiterung des mittlerweile auf SFB 2 gesendeten abendlichen Musikstrecke von s-f-beat. Dieser Sender war nur bis Jahresende 1992 aktiv. Bekannte Moderatoren waren Volker Wieprecht und Matthias Hanselmann.

## Programme des SFB
Bis zur Fusion zum RBB strahlte der SFB alleine oder in Kooperation mit anderen Hörfunk- und Fernsehanstalten folgende Programme aus:

### Fernsehen
- Das Erste (Erstes Deutsches Fernsehen) – Gemeinschaftsprogramm der ARD
- SFB1 (ehemals B 1) – regionales Fernsehprogramm für Berlin
- Phoenix – gemeinsamer Ereigniskanal der ARD und des ZDF
- KiKA – Kinderkanal von ARD und ZDF
- ARTE – deutsch-französischer Kulturkanal
- 3sat – Kulturkanal von ARD, ZDF, ORF, und SRG SSR

### Hörfunk
- SFB 1 (ab 1. Juni 1954 bis 31. Dezember 1991) → ab 1. Januar 1992, als „Berlin 88,8“ → ab September 1998 als „88acht“
- SFB 2 (ab 1. Juni 1954 bis 21. Februar 1993) → ab 22. Februar 1993 bis 26. August 1997, als „Radio B2“ bzw. „Radio B Zwei“ (gemeinsam mit dem ORB) → ab 27. August 1997 als „Radio EINS“ (gemeinsam mit dem ORB)
  - Sendungen (Auswahl):
    - „Wählen Sie SFB 2... (Expertenrunde)“: jeden Samstag von 9:15 Uhr bis 11:00 Uhr; Moderator: Hans-Dieter Frankenberg; Redaktion: Florian Barckhausen; Experten u. a.: Thea Brünner (Verbraucherschutz), Volker Heinz (für Berliner Mieterverein); Dorothea Schwartz-Porsche (Tiermedizin an der FU Berlin); spätere Trägerin des Verdienstordens des Landes Berlin Annelore Lange-Stümpfig (für Deutscher Hausfrauenbund)
- SFB 3 (ab 1. April 1979 bis 2. Oktober 1997, dann aufgegangen in „Radio Kultur“ (gemeinsam mit dem ORB) und „Radio 3“ (gemeinsam mit dem ORB und NDR))
- SFB 4 (bis 29. April 1990) → ab 30. April 1990 bis 31. Dezember 1992 als „Radio 4U“ → ab 1. März 1993 als „Fritz“ (gemeinsam mit dem ORB)
- 88acht – Stadtradio für Berlin
- SFB4 MultiKulti (ab 18. September 1994) → Radio Multikulti („RADIOmultikulti“) – Internationale Welle für ausländische und deutsche Hörer aus Berlin – seit Anfang 2009 nicht mehr auf Sendung
- Radio Eins – Tagesbegleitprogramm für Hörer ab 25 Jahren in Kooperation mit dem ORB
- Fritz – Jugendradio in Kooperation mit dem ORB
- Inforadio („infoRADIO“) – Nachrichten- und Informationswelle in Kooperation mit dem ORB
- Radio Kultur („RADIOkultur“) – Kulturwelle in Kooperation mit dem ORB
- Radio 3 – Klassik- und Kulturwelle (ab 3. Oktober 1997 bis 31. Dezember 2000 gemeinsam mit dem ORB und dem NDR)[15]

## Konzertveranstaltungen
Der SFB fungierte lange Jahre auch als Konzertveranstalter. Orte waren das Haus des Rundfunks, die Messe Berlin und der Große Sendesaal des SFB-Rundfunks. Interpreten wie The Animals, Deep Purple oder Gianna Nannini traten auf.

## Fernsehsendungen
- Direktion City
- Drei Damen vom Grill
- Liebling Kreuzberg

## Sender und Frequenzen

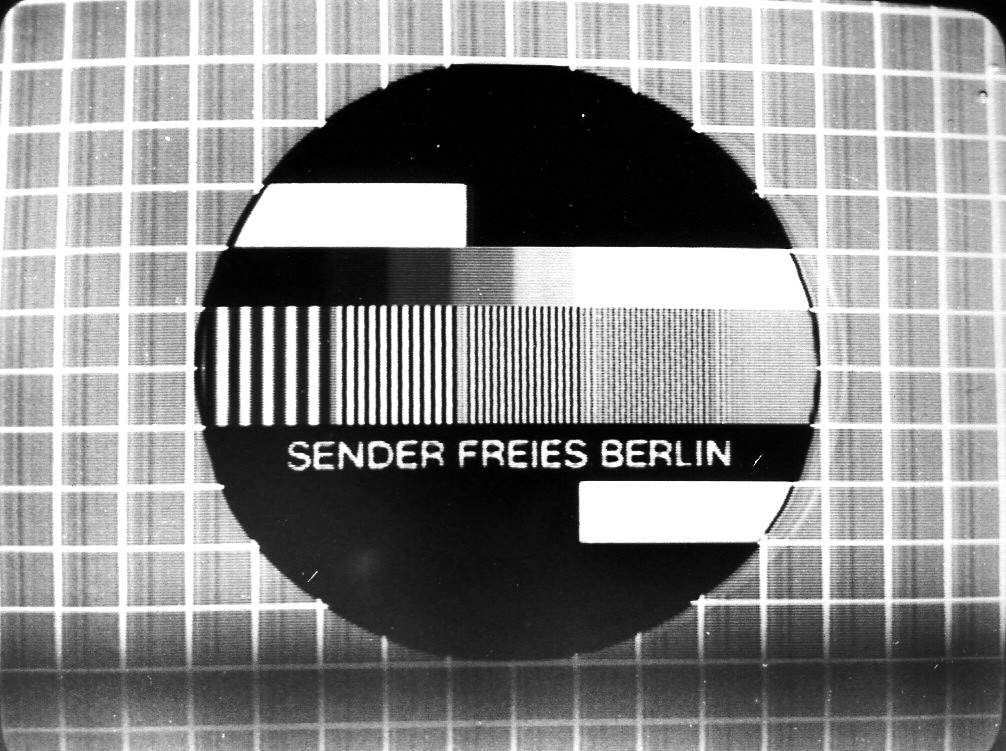
Testbild des SFB, 1975

Mit dem Sendestart zum 1. Juni 1954 übernahm der Sender Freies Berlin die Sendeanlagen und Frequenzen seines Vorgängers NWDR in Berlin. Das Fernsehprogramm (Deutsches Fernsehen) erreichte die Stadt über eine Funkbrücke von Höhbeck bei Gartow an der Elbe, überquerte das Gebiet der sowjetischen Besatzungszone über eine Strecke von 135 km, wurde von der Sendeanlage Nikolassee aufgefangen und vom Funkturm in Witzleben mit einer Leistung von 5 kW auf Kanal 7 ausgestrahlt. Am 31. Mai 1958 wurde die Sendeleistung auf 50 kW erhöht, was den Versorgungsradius von 20 auf 60 km erweiterte.
Für die beiden Radioprogramme des SFB wurden ebenfalls die Sendeanlagen des NWDR übernommen. Sie befanden sich im britischen Sektor Berlins an der Stallupöner Allee in Westend. Das Programm SFB I wurde auf Mittelwelle 566 (später 567) kHz mit einer Sendeleistung von anfangs 20, ab 1960 mit 100 kW ausgestrahlt. Für das Programm SFB 2 wurde ein 5-kw-Sender am gleichen Standort auf 1484, später 1449 kHz verwendet. Gleichzeitig wurde (1957) für das Programm SFB II der Drahtfunk auf 1435 m/209 kHz genutzt. Von Anfang an nutzte der SFB auch die Ausstrahlung über Ultrakurzwelle. Das Programm SFB I wurde vom 12. November 1954 an mit einer Leistung von anfangs 3, ab 1962 10 kW auf der Frequenz 88,8 MHz vom Funkturm in Witzleben gesendet, das Programm SFB II vom gleichen Standort aus mit 3, später ebenfalls 10 kW auf 92,4 MHz.
Mit der Fertigstellung des neuen Senders am Scholzplatz am 15. Mai 1963 übernahm dieser die Funktion des traditionellen Funkturms. Zusätzlich zum Fernsehprogramm der ARD wurde vom 4. Januar 1965 von hier aus auch das neue III. Gemeinschaftsprogramm mit dem Norddeutschen Rundfunk und Radio Bremen auf Kanal 39 ausgestrahlt. Die Sendeleistung für die Radioprogramme SFB I und SFB II konnte auf 80 kW erhöht werden. Vom Scholzplatz wurden ebenfalls das neue Radioprogramm SFB III mit 80 kW sowie das Gastarbeiterprogramm auf 98,2 MHz mit 8 kW gesendet. Weitere Radiosender, die von hier ausgestrahlt wurden, waren SFB MultiKulti auf 106,8 MHz sowie das Inforadio auf 93,1 MHz.
Absicht des Senders Freies Berlin war auch die Versorgung der Bevölkerung der DDR. Hierfür wurde auch der Sender Dannenberg an der Elbe in Niedersachsen genutzt. Von hier aus wurde der nordwestliche Teil der DDR auf der Mittelwelle 630 kHz mit einer Sendeleistung von 40 kW erreicht. Zusätzlich wurde die DDR auch per Kurzwelle versorgt. Ab dem 15. Juli 1972 wurde hierfür der 50 kW starke Kurzwellensender von Radio Bremen von 0:10 bis 22 Uhr auf 6.190 kHz im 49-m Band genutzt.
Eine neue Ära begann für den SFB mit der analogen Ausstrahlung über den Satelliten Astra. Ab dem 1. Januar 2001 wurde das InfoRadio, im Juli 2001 das Stadtradio 88.8 und ab September 2001 auch RADIOKultur über diesen Weg verbreitet. Das Fernsehprogramm SFB 1 war auf diesem Wege ab dem 21. April 2001 von 18 bis 2 Uhr zu empfangen.
Die terrestrische digitale Übertragung der Radioprogramme im System DAB-T begann am 1. November 2001, das Fernsehprogramm sendete ab dem 1. November 2002 im digitalen Standard DVB-T.

## Intendanten
Die Intendanten des SFB von 1954 bis 2003:
| - 1954–1957: Alfred Braun - 1957–1960: Walter Geerdes - 1961–1968: Walter Steigner | - 1968–1978: Franz Barsig - 1978–1983: Wolfgang Haus - 1983–1986: Lothar Loewe | - 1986–1989: Günter Herrmann - 1989–1997: Günther von Lojewski - 1998–2003: Horst Schättle |

## Moderatoren
Bekannte Moderatoren des SFB-Fernsehens waren unter anderem:
| - Juliane Bartel (Alex, 3 nach 9) - Alexander von Bentheim (Berliner Abendschau, Umschau/Leitung) - Heinz Deutschendorf (Berliner Abendschau) - Wolfgang Hanel (Berliner Abendschau) - Dieter Hildebrandt (Scheibenwischer) - Harald Karas (Berliner Abendschau) - Johannes B. Kerner (Sport 3, SFB Sportreport) - Hans-Werner Kock (Berliner Abendschau, mit der Abschiedsformel Macht's gut, Nachbarn!) - Alexander Kulpok (Berliner Abendschau, Tagesschau) - Evelyn Lazar (Berliner Abendschau) - Gerhard Lenz (Berliner Abendschau) - Wolfgang Menge (Leute aus dem Café Kranzler) | - Friedrich Moll (Berliner Abendschau) - Ulrike von Möllendorff - Liane von Pein (Alex) - Horst Reimann (Reporter und Redakteur bei der Berliner Abendschau) - Lea Rosh (Freitagnacht) - Wilfried Rott (Kultur) - Harald Schmidt (MAZ ab!) - Andreas Schneider (Berliner Platz (Talkshow)) - Michael Strauven (Film) - Klaus Strebe (Reporter und Redakteur bei der Berliner Abendschau und beim Tele-Journal und Moderator in der Sendung Anrufbeantworter) - Anne Will (Mal ehrlich, Sportpalast) |

Bekannte Moderatoren in den SFB-Hörfunkprogrammen waren unter anderem:
| - Juliane Bartel (S-F-Beat, Echo am Morgen) - Alexander von Bentheim (Rund um die Berolina) - Heinz-Jürgen Bernhard (S-F-Beat) - Joachim Cadenbach (Gestatten, alte Platten, Musik nach Wunsch) - Andreas Dorfmann (Hits für Fans, SFB 1) - Oliver Dunk - Jeannette Enders - Hans-Dieter Frankenberg - Barry Graves (u. a. Countdown U.S.A., Studio 92,4, Downtown, SFB 2) - Rainer Gruhn - Johnny Haeusler (u. a. Sticks & Stones, Open Box - Neue LPs, SFB 2) - Matthias Hanselmann (S-F-Beat, SFB2, Radio B2) - Dieter Thomas Heck (Hits mit Heck) - Matthias Heinrich (S-F-Beat) - Ulli Herzog (S-F-Beat, Rund um die Berolina) | - Jürgen Jürgens (Hitparade Hey Music) - Jürgen Kauer - Lord Knud (Evergreens à Go-Go) - Wolfgang Kraesze (u. a. S-F-Beat, Anything Goes, SFB 2) - Alexander Kulpok (Echo am Morgen, Echo am Mittag/Leitung, Zwischen gestern und morgen) - Peter Lustig - Reinhard Meynen (Wunschsendungen und ARD-Nachtexpress) - Joachim Pukaß (S-F-Beat) - Hans Rainer (Pfeifen-) Lange (S-F-Beat) - Peter Rüchel (S-F-Beat) - Horst Schallon (Zeitfunk/Leitung) - Henning Voßkamp (S-F-Beat) - Stefan Waggershausen (S-F-Beat) - Thomas Weigt (Guten Morgen Berlin) |